# Eleições estaduais em Minas Gerais em 2006
As eleições estaduais em Minas Gerais em 2006 aconteceram em 1º de outubro como parte das eleições gerais no Distrito Federal e em 26 estados brasileiros. Foram eleitos o governador Aécio Neves, o vice-governador Antonio Anastasia e o senador Eliseu Resende, além de 53 deputados federais e 77 estaduais. Como o candidato a governador mais votado superou a metade mais um dos votos válidos, o pleito foi decidido em primeiro turno e, conforme a Constituição, a posse do governador e do vice-governador se daria em 1º de janeiro de 2007 para quatro anos de mandato.
Aécio Neves (PSDB) foi reeleito em Minas Gerais com 77,03% dos votos válidos. O candidato venceu o segundo colocado, Nilmário Miranda (PT), por uma diferença de 55 pontos percentuais. Nilmário registrou 22,03% dos votos válidos.
O percentual de votos em branco foi de 5,33%, e os nulos, 8,19%.
Aécio Neves faz parte de uma família com tradição política. Filho e neto de políticos (o pai, Aécio Cunha, e o avô paterno, Tristão da Cunha, foram deputados), o governador de Minas lançou-se à política no rastro do avô materno, Tancredo Neves, presidente da República eleito em 1985 pelo voto indireto e morto antes de tomar posse. Aécio era secretário particular de Tancredo.
Aos 46 anos, divorciado e pai de uma filha adolescente, o governador exerceu quatro mandatos consecutivos como deputado federal, o primeiro pelo PMDB, em 1987, e os demais pelo atual partido, o PSDB, do qual é um dos fundadores. Por quatro vezes, foi escolhido líder tucano na Câmara.
Renunciou ao mandato em 2002 para se lançar ao governo de Minas Gerais. A frente política em torno de sua candidatura reuniu 18 partidos, o apoio do então governador, Itamar Franco, e o de cinco ex-governadores. Venceu a disputa no primeiro turno, com 5,3 milhões de votos (57,7% dos votos válidos).
Aécio esteve próximo de ser escolhido como candidato tucano para a Presidência da República, mas acabou preterido em favor de um candidato da liderança tucana paulista, Geraldo Alckmin.
Aécio não compareceu ao debate entre os principais candidatos ao governo do Estado, promovido na última terça-feira antes da eleição pela Rede Globo. Assim, conforme acordado anteriormente, o petista Nilmário Miranda teve direito a uma entrevista de 30 minutos, concedida em rede nacional à emissora.

## Resultado da eleição para governador
Segundo o Tribunal Superior Eleitoral (TSE), houve 9.714.146 votos nominais (86,48%), 598.563 votos em branco (5,33%) e 919.888 votos nulos (8,19%) resultando no comparecimento de 11.232.597 eleitores.
| Candidatos a governador do estado | Candidatos a vice-governador | Número | Coligação                                                              | Votação   | Percentual |
| --------------------------------- | ---------------------------- | ------ | ---------------------------------------------------------------------- | --------- | ---------- |
| Aécio Neves PSDB                  | Antonio Anastasia PSDB       | 45     | Minas Não Pode Parar (PSDB, PFL, PP, PL, PSB, PTB, PPS, PSC, PAN, PHS) | 7.482.809 | 77,03%     |
| Nilmário Miranda PT               | Zaire Rezende PMDB           | 13     | A Força do Povo (PT, PMDB, PCdoB, PRB)                                 | 2.140.373 | 22,03%     |
| Vanessa Portugal PSTU             | Antônio Carlos Pimenta PSOL  | 16     | Frente de Esquerda Socialista MG (PSTU, PSOL)                          | 60.145    | 0,62%      |
| Luís Tibé PTdoB                   | Crauvi Ross da Silva PTdoB   | 70     | Minas Mais Segura (PTdoB, PRP, PRTB, PTN)                              | 13.154    | 0,14%      |
| Fábio Magalhães PRONA             | Norma Suely PSDC             | 56     | Reconstruindo (PRONA, PSDC, PTC)                                       | 11.072    | 0,11%      |
| Rosane Cordeiro PCO               | Maria Onésima Protásio PCO   | 29     | —                                                                      | 6.593     | 0,07%      |

## Resultado da eleição para senador
Segundo o Tribunal Superior Eleitoral (TSE), houve 8.302.842 votos nominais (73,92%), 1.194.778 votos em branco (10,64%) e 1.734.977 votos nulos (15,45%) resultando no comparecimento de 11.232.597 eleitores.
| Candidatos a senador da República | Candidatos a suplente de senador                       | Número | Coligação                                                              | Votação                | Percentual             |
| --------------------------------- | ------------------------------------------------------ | ------ | ---------------------------------------------------------------------- | ---------------------- | ---------------------- |
| Eliseu Resende PFL                | Clésio Andrade PL Aureliano Chaves Filho PSDB          | 250    | Minas Não Pode Parar (PSDB, PFL, PP, PL, PSB, PTB, PPS, PSC, PAN, PHS) | 5.055.629              | 60,89%                 |
| Newton Cardoso PMDB               | Carlos Calazans PT Nicodemos Oliveira PT               | 150    | A Força do Povo (PT, PMDB, PCdoB, PRB)                                 | 2.423.250              | 29,19%                 |
| Omar Peres PDT                    | Sirley Soalheiro PDT Sebastião Andrelino PDT           | 123    | —                                                                      | 389.918                | 4,70%                  |
| Ronaldo Vasconcelos PV            | Caio Júlio Rodrigues PV Antônio Machado PV             | 432    | —                                                                      | 234.806                | 2,83%                  |
| Maria da Consolação PSOL          | Valter Celso Soares PSTU Neide da Silva Resende PSTU   | 500    | Frente de Esquerda Socialista MG (PSTU, PSOL)                          | 132.271                | 1,59%                  |
| Ricardo Vieira PTdoB              | Rogério Amorim PTdoB Gerson Mendes Soares PTdoB        | 700    | —                                                                      | 40.974                 | 0,49%                  |
| Sílvio Rodrigues PCB              | Craig Dunbar PCB José Francisco Neres PCB              | 210    | —                                                                      | 9.589                  | 0,12%                  |
| Roberto Pereira PCO               | Sílvio Antônio Matias PCO Alcides Carvalho da Cruz PCO | 291    | —                                                                      | 7.702                  | 0,09%                  |
| Tibé Resende PRP                  | Laércio Xavier PRP Alexandre Rodrigues PRP             | 444    | —                                                                      | 6.040                  | 0,07%                  |
| Marcílio Aguiar PRTB              | Amâncio da Silva PRTB Bete Moreira Nunes PRTB          | 289    | —                                                                      | 2.663                  | 0,03%                  |
| Josemar da Silva PMN              | Edna de Lima PMN Ivanildo Fayer Almeida PMN            | 331    | —                                                                      | Candidatura indeferida | Candidatura indeferida |

## Deputados federais eleitos
São relacionados os candidatos eleitos com informações complementares da Câmara dos Deputados. Ressalte-se que os votos em branco eram considerados válidos para fins de cálculo do quociente eleitoral nas disputas proporcionais até 1997, quando essa anomalia foi banida de nossa legislação.

Representação eleita
  PT: 9
  PSDB: 7
  PMDB: 7
  PL: 6
  PFL: 5
  PPS: 4
  PV: 4
  PP: 3
  PDT: 2
  PCdoB: 1
  PTB: 1
  PHS: 1
  PSC: 1
  PSB: 1
  PTC: 1

Fonteː
| Deputados federais eleitos  | Partido | Votação | Percentual | Cidade onde nasceu       | Unidade federativa |
| Rodrigo de Castro           | PSDB    | 294.199 | 3,00%      | Viçosa                   | Minas Gerais       |
| Jaime Martins Filho         | PL      | 157.341 | 1,61%      | Nova Serrana             | Minas Gerais       |
| Narcio Rodrigues            | PSDB    | 152.075 | 1,55%      | Frutal                   | Minas Gerais       |
| Lael Varela                 | PFL     | 148.370 | 1,52%      | Muriaé                   | Minas Gerais       |
| Alexandre Silveira          | PPS     | 147.663 | 1,51%      | Belo Horizonte           | Minas Gerais       |
| Bonifácio de Andrada        | PSDB    | 143.800 | 1,47%      | Barbacena                | Minas Gerais       |
| Antônio Roberto             | PV      | 141.295 | 1,44%      | Montes Claros            | Minas Gerais       |
| Olavo Bilac Pinto Neto      | PL      | 139.200 | 1,42%      | Rio de Janeiro           | Rio de Janeiro     |
| Leonardo Quintão            | PMDB    | 135.306 | 1,38%      | Taguatinga               | Distrito Federal   |
| Saraiva Felipe              | PMDB    | 132.694 | 1,36%      | Belo Horizonte           | Minas Gerais       |
| Ciro Pedrosa                | PV      | 131.984 | 1,35%      | Itatiaiuçu               | Minas Gerais       |
| Paulo Abi-Ackel             | PSDB    | 126.481 | 1,29%      | Belo Horizonte           | Minas Gerais       |
| Marcio Reinaldo Moreira     | PP      | 126.304 | 1,29%      | Sete Lagoas              | Minas Gerais       |
| Eduardo Barbosa             | PSDB    | 123.450 | 1,26%      | Pará de Minas            | Minas Gerais       |
| Carlos Melles               | PFL     | 118.076 | 1,21%      | São Sebastião do Paraíso | Minas Gerais       |
| Antônio Andrade             | PMDB    | 111.742 | 1,14%      | Patos de Minas           | Minas Gerais       |
| Jô Moraes                   | PCdoB   | 111.330 | 1,14%      | Cabedelo                 | Paraíba            |
| Juvenil Alves               | PT      | 110.651 | 1,13%      | Abaeté                   | Minas Gerais       |
| José Santana de Vasconcelos | PL      | 110.202 | 1,13%      | Alvinópolis              | Minas Gerais       |
| Custódio Mattos             | PSDB    | 105.786 | 1,08%      | Bicas                    | Minas Gerais       |
| Fernando Diniz              | PMDB    | 103.906 | 1,06%      | Belo Horizonte           | Minas Gerais       |
| João Bittar                 | PTB     | 102.714 | 1,05%      | Ituiutaba                | Minas Gerais       |
| Virgílio Guimarães          | PT      | 101.225 | 1,03%      | Belo Horizonte           | Minas Gerais       |
| Geraldo Tadeu               | PPS     | 94.984  | 0,97%      | Jacuí                    | Minas Gerais       |
| Elismar Prado               | PT      | 93.476  | 0,95%      | Uberlândia               | Minas Gerais       |
| Edmar Moreira               | PFL     | 93.360  | 0,95%      | São João Nepomuceno      | Minas Gerais       |
| Mauro Lopes                 | PMDB    | 92.352  | 0,94%      | Entre Folhas             | Minas Gerais       |
| Aracely de Paula            | PL      | 92.309  | 0,94%      | Ibiá                     | Minas Gerais       |
| Miguel Martini              | PHS     | 88.900  | 0,91%      | Colatina                 | Espírito Santo     |
| Luiz Fernando Faria         | PP      | 88.610  | 0,90%      | Santos Dumont            | Minas Gerais       |
| Odair Cunha                 | PT      | 87.100  | 0,89%      | Piedade                  | São Paulo          |
| Maria do Carmo Lara         | PT      | 86.506  | 0,88%      | Esmeraldas               | Minas Gerais       |
| Marcos Montes               | PFL     | 86.303  | 0,88%      | Nova Serrana             | Minas Gerais       |
| Lincoln Portela             | PL      | 85.447  | 0,87%      | Belo Horizonte           | Minas Gerais       |
| Aelton Freitas              | PL      | 85.362  | 0,87%      | Iturama                  | Minas Gerais       |
| George Hilton               | PP      | 83.109  | 0,85%      | Alagoinhas               | Bahia              |
| Gilmar Machado              | PT      | 82.110  | 0,84%      | Cascalho Rico            | Minas Gerais       |
| João Magalhães              | PMDB    | 82.030  | 0,84%      | Matipó                   | Minas Gerais       |
| Reginaldo Lopes             | PT      | 81.302  | 0,83%      | Bom Sucesso              | Minas Gerais       |
| Rafael Guerra               | PSDB    | 80.093  | 0,82%      | Belo Horizonte           | Minas Gerais       |
| Miguel Corrêa               | PT      | 80.049  | 0,82%      | Belo Horizonte           | Minas Gerais       |
| José Fernando               | PV      | 79.883  | 0,82%      | Rio de Janeiro           | Rio de Janeiro     |
| Maria Lúcia Cardoso         | PMDB    | 78.242  | 0,80%      | Japaraíba                | Minas Gerais       |
| Mário de Oliveira           | PSC     | 77.719  | 0,79%      | Júlio Mesquita           | São Paulo          |
| Leonardo Monteiro           | PT      | 77.107  | 0,79%      | Governador Valadares     | Minas Gerais       |
| Vitor Penido                | PFL     | 77.079  | 0,79%      | Nova Lima                | Minas Gerais       |
| Paulo Piau                  | PPS     | 77.004  | 0,79%      | Patos de Minas           | Minas Gerais       |
| Júlio Delgado               | PSB     | 75.504  | 0,77%      | Juiz de Fora             | Minas Gerais       |
| Mário Heringer              | PDT     | 73.664  | 0,75%      | Manhumirim               | Minas Gerais       |
| Ademir Camilo               | PDT     | 68.743  | 0,70%      | Teófilo Otoni            | Minas Gerais       |
| Humberto Souto              | PPS     | 64.836  | 0,66%      | Montes Claros            | Minas Gerais       |
| Fábio Ramalho               | PV      | 61.086  | 0,62%      | Malacacheta              | Minas Gerais       |
| Carlos William              | PTC     | 35.681  | 0,36%      | Belo Horizonte           | Minas Gerais       |

## Deputados estaduais eleitos
Foram escolhidos 77 deputados estaduais para a Assembleia Legislativa de Minas Gerais.

Representação eleita
  PSDB: 15
  PT: 9
  PMDB: 9
  PFL: 8
  PV: 7
  PDT: 5
  PP: 4
  PPS: 4
  PTB: 3
  PSC: 3
  PTC: 3
  PMN: 2
  PHS: 1
  PSB: 1
  PRTB: 1
  PL: 1
  PCdoB: 1

Fonteː
| Deputados estaduais eleitos | Partido | Votação | Percentual | Cidade onde nasceu   | Unidade federativa |
| Dinis Pinheiro              | PSDB    | 132.259 | 1,35%      | Ibirité              | Minas Gerais       |
| Mauri Torres                | PSDB    | 127.706 | 1,30%      | Guararema            | São Paulo          |
| Weliton Prado               | PT      | 121.336 | 1,24%      | Uberlândia           | Minas Gerais       |
| Arlen Santiago              | PTB     | 108.556 | 1,11%      | Montes Claros        | Minas Gerais       |
| Marcus Pestana              | PSDB    | 104.116 | 1,06%      | Juiz de Fora         | Minas Gerais       |
| Elbe Brandão                | PSDB    | 102.583 | 1,05%      | Montes Claros        | Minas Gerais       |
| Gil Pereira                 | PP      | 100.442 | 1,02%      | Montes Claros        | Minas Gerais       |
| Agostinho Patrus            | PV      | 99.805  | 1,02%      | Belo Horizonte       | Minas Gerais       |
| Domingos Sávio              | PSDB    | 96.527  | 0,98%      | São Tiago            | Minas Gerais       |
| Alberto Pinto Coelho        | PP      | 95.850  | 0,98%      | Rio Verde            | Goiás              |
| João Leite                  | PSDB    | 94.656  | 0,97%      | Belo Horizonte       | Minas Gerais       |
| Durval Andrade              | PT      | 92.807  | 0,95%      | Baixo Guandu         | Espírito Santo     |
| Braulio Braz                | PTB     | 92.072  | 0,94%      | Muriaé               | Minas Gerais       |
| José Henrique               | PMDB    | 90.234  | 0,92%      | Abre Campo           | Minas Gerais       |
| Sebastião Helvécio          | PDT     | 89.173  | 0,91%      | Juiz de Fora         | Minas Gerais       |
| Gustavo Corrêa              | PFL     | 86.862  | 0,89%      | São Paulo            | São Paulo          |
| Pinduca Ferreira            | PP      | 85.654  | 0,87%      | Araçuaí              | Minas Gerais       |
| José de Freitas Maia        | PSDB    | 84.673  | 0,86%      | Iturama              | Minas Gerais       |
| Lafayette de Andrada        | PSDB    | 83.417  | 0,85%      | Belo Horizonte       | Minas Gerais       |
| Dimas Fabiano               | PP      | 81.326  | 0,83%      | Macaé                | Rio de Janeiro     |
| Dalmo Ribeiro Silva         | PSDB    | 78.668  | 0,80%      | Ouro Fino            | Minas Gerais       |
| Leonardo Moreira            | PFL     | 77.550  | 0,79%      | Juiz de Fora         | Minas Gerais       |
| Tiago Ulisses               | PV      | 72.931  | 0,74%      | Belo Horizonte       | Minas Gerais       |
| Carlos Mosconi              | PSDB    | 72.295  | 0,74%      | Andradas             | Minas Gerais       |
| Zezé Perrella               | PFL     | 69.148  | 0,71%      | São Gonçalo do Pará  | Minas Gerais       |
| Eros Biondini               | PHS     | 68.359  | 0,70%      | Belo Horizonte       | Minas Gerais       |
| Sargento Rodrigues          | PDT     | 66.941  | 0,68%      | Medeiros Neto        | Bahia              |
| Dilzon Melo                 | PTB     | 66.792  | 0,68%      | Capitólio            | Minas Gerais       |
| Rosângela Reis              | PV      | 66.519  | 0,68%      | Mesquita             | Minas Gerais       |
| Gustavo Valadares           | PFL     | 66.335  | 0,68%      | Belo Horizonte       | Minas Gerais       |
| Neider Moreira              | PPS     | 65.979  | 0,67%      | Itaúna               | Minas Gerais       |
| José Alves Viana            | PFL     | 65.494  | 0,67%      | Água Branca          | Alagoas            |
| Ana Maria                   | PSDB    | 63.779  | 0,65%      | Belo Horizonte       | Minas Gerais       |
| Elmiro Nascimento           | PFL     | 63.423  | 0,65%      | Patos de Minas       | Minas Gerais       |
| Roberto Carvalho            | PT      | 63.094  | 0,64%      | Ubá                  | Minas Gerais       |
| Wander Borges               | PSB     | 62.565  | 0,64%      | Sabará               | Minas Gerais       |
| Antônio Genaro              | PSC     | 61.688  | 0,63%      | Guaimbê              | São Paulo          |
| Ivair Nogueira              | PMDB    | 59.637  | 0,61%      | Betim                | Minas Gerais       |
| Jayro Lessa                 | PFL     | 57.806  | 0,59%      | Governador Valadares | Minas Gerais       |
| Fahim Miguel Sawan          | PSDB    | 56.311  | 0,57%      | Miguelópolis         | São Paulo          |
| Ademir Lucas                | PSDB    | 56.042  | 0,57%      | Esmeraldas           | Minas Gerais       |
| Luiz Humberto Carneiro      | PSDB    | 54.709  | 0,56%      | Uberlândia           | Minas Gerais       |
| Gilberto Abramo             | PMDB    | 54.519  | 0,56%      | Porto Ferreira       | São Paulo          |
| Sebastião Costa             | PPS     | 53.564  | 0,55%      | Divino               | Minas Gerais       |
| Elisa Costa                 | PT      | 53.552  | 0,55%      | João Neiva           | Espírito Santo     |
| João Carlos Siqueira        | PT      | 53.175  | 0,54%      | Urucânia             | Minas Gerais       |
| Carlos Pimenta              | PDT     | 53.154  | 0,54%      | Belo Horizonte       | Minas Gerais       |
| Inácio Franco               | PV      | 51.411  | 0,52%      | Itaberaí             | Goiás              |
| Célio Moreira               | PSDB    | 51.410  | 0,52%      | Belo Horizonte       | Minas Gerais       |
| Antônio Júlio               | PMDB    | 51.117  | 0,52%      | Pará de Minas        | Minas Gerais       |
| Alencar da Silveira Júnior  | PDT     | 50.919  | 0,52%      | Sete Lagoas          | Minas Gerais       |
| Ruy Muniz                   | PFL     | 49.967  | 0,51%      | Montes Claros        | Minas Gerais       |
| Adalclever Lopes            | PMDB    | 49.484  | 0,50%      | Belo Horizonte       | Minas Gerais       |
| Fábio Avelar                | PSC     | 49.042  | 0,50%      | Lagoa Santa          | Minas Gerais       |
| Délio Malheiros             | PV      | 48.836  | 0,50%      | Itamarandiba         | Minas Gerais       |
| Vanderlei Miranda           | PMDB    | 47.933  | 0,49%      | Sabinópolis          | Minas Gerais       |
| Antônio Carlos Arantes      | PSC     | 47.485  | 0,48%      | Jacuí                | Minas Gerais       |
| Paulo César de Freitas      | PDT     | 47.428  | 0,48%      | Nova Serrana         | Minas Gerais       |
| Paulo Guedes                | PT      | 46.542  | 0,47%      | São João das Missões | Minas Gerais       |
| Rômulo Veneroso             | PV      | 46.344  | 0,47%      | Betim                | Minas Gerais       |
| Djalma Diniz                | PPS     | 45.611  | 0,47%      | Linhares             | Espírito Santo     |
| Sávio Souza Cruz            | PMDB    | 45.119  | 0,46%      | Belo Horizonte       | Minas Gerais       |
| Luiz Tadeu Leite            | PMDB    | 42.455  | 0,43%      | Montes Claros        | Minas Gerais       |
| Walter Tosta                | PMN     | 41.565  | 0,42%      | Rio de Janeiro       | Rio de Janeiro     |
| André Quintão               | PT      | 39.902  | 0,41%      | Belo Horizonte       | Minas Gerais       |
| Gláucia Brandão             | PPS     | 39.380  | 0,40%      | Ribeirão das Neves   | Minas Gerais       |
| Hely Tarquínio              | PV      | 37.570  | 0,38%      | Uberaba              | Minas Gerais       |
| Getúlio Neiva               | PMDB    | 36.942  | 0,38%      | Medina               | Minas Gerais       |
| Cecília Ferramenta          | PT      | 36.870  | 0,38%      | Bom Despacho         | Minas Gerais       |
| Almir Paraca                | PT      | 36.659  | 0,37%      | Paracatu             | Minas Gerais       |
| Chico Uejo                  | PTC     | 28.189  | 0,29%      | São Gotardo          | Minas Gerais       |
| Edy Araújo Júnior           | PRTB    | 25.941  | 0,26%      | Dionísio             | Minas Gerais       |
| Deiró Marra                 | PL      | 24.400  | 0,25%      | Patrocínio           | Minas Gerais       |
| Rinaldo Valério             | PTC     | 23.252  | 0,24%      | Divinópolis          | Minas Gerais       |
| Delvito Alves               | PTC     | 23.008  | 0,24%      | Morada Nova de Minas | Minas Gerais       |
| Maria Lúcia Mendonça        | PMN     | 22.151  | 0,23%      | Manhumirim           | Minas Gerais       |
| Carlinhos Moura             | PCdoB   | 21.048  | 0,22%      | Virgolândia          | Minas Gerais       |